# IC 1008A
IC 1008A — галактика типу P (особлива галактика) у сузір'ї Волопас.
Цей об'єкт міститься в оригінальній редакції індексного каталогу.